# サンクリストバルマネシツグミ
サンクリストバルマネシツグミ (Mimus melanotis) 、別名チャタムマネシツグミ（英: Chatham Mockingbird）は、マネシツグミ科の鳥類の1種。エクアドルのガラパゴス諸島のうちサン・クリストバル島（英名: チャタム島）の固有種である。

## 分布
サン・クリストバル島にのみ分布する。生息地は、亜熱帯または熱帯の乾燥林、マングローブ林、乾燥低木地、湿性低木地である。

## 形態

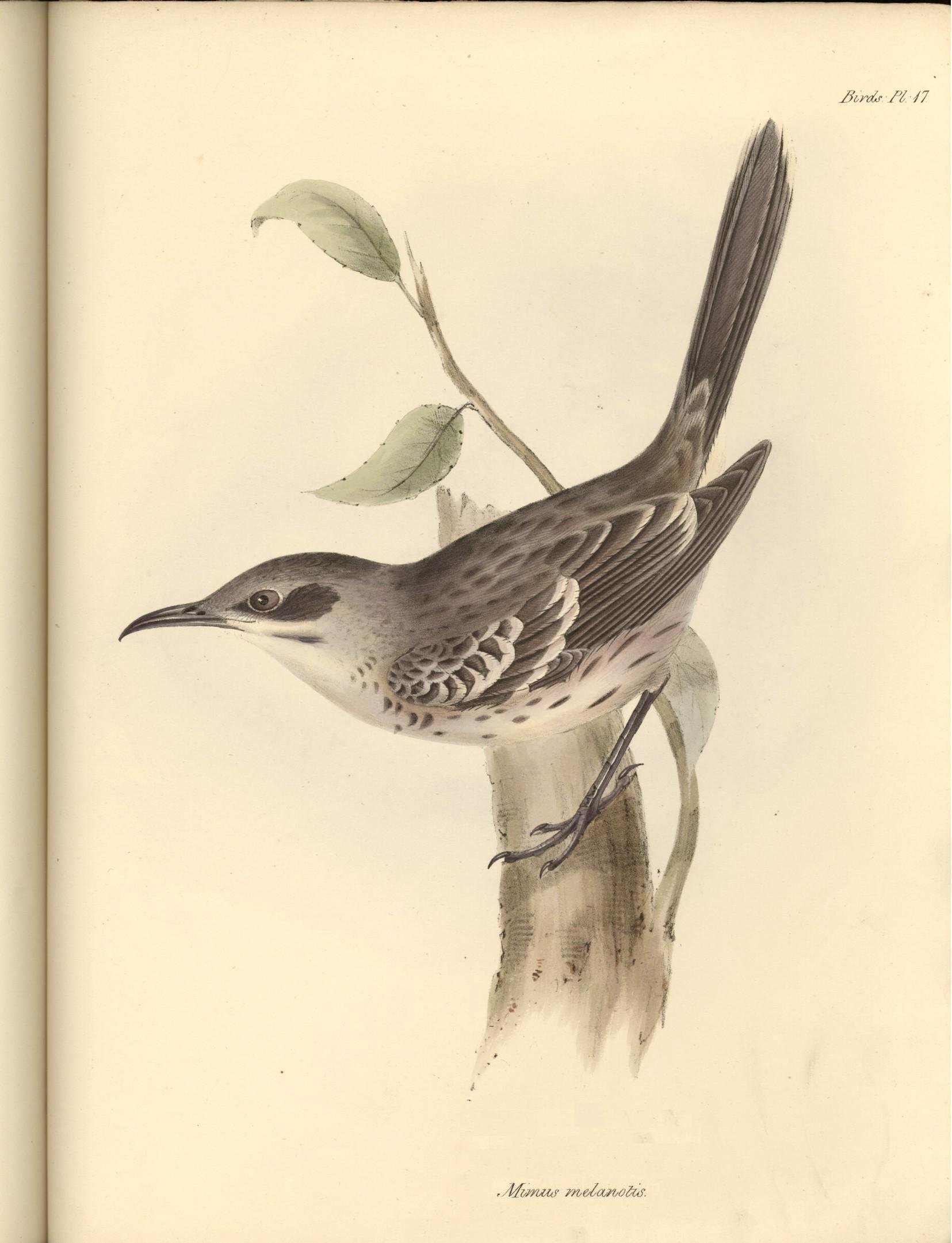
サンクリストバルマネシツグミ
（画：John Gould, 1839年）

全長25cm。他のガラパゴスマネシツグミ類と非常に似ている。上面は灰褐色で下面は白色。額から目の周囲にかけて褐色の斑がある。目に白いアイリングを持つ。

## 生態
食性は、ガラパゴス諸島に生息する他のマネシツグミ科の種と同様である。